# Göran Lambertz
Lars Göran Tomas Lambertz, född 17 februari 1950 i Kisa i Östergötlands län, är en svensk jurist och ämbetsman. Han var 2001–2009 justitiekansler och 2009–2017 justitieråd i Högsta domstolen.

## Biografi
Lambertz var i sin ungdom politiskt aktiv i Sveriges socialdemokratiska ungdomsförbund (SSU). Han gjorde värnplikten vid Tolkskolan. Han avlade juristexamen vid Uppsala universitet 1976. Efter att ha arbetat som lärare vid Juridiska institutionen i Uppsala och tjänstgöring som tingsnotarie vid Uppsala tingsrätt blev han hovrättsassessor i Svea hovrätt 1989 och övergick samma år till att arbeta på Justitiedepartementet, från 1994 som departementsråd och chef för enheten för familjerätt och allmän förmögenhetsrätt. Åren 1997–2001 var Lambertz rättschef i justitiedepartementet med ansvar för civilrättslig lagstiftning.
Göran Lambertz var 2001–2009 justitiekansler. Han tillträdde som justitieråd i Högsta domstolen i november 2009 och kvarstod där till sin pensionering 2017.
År 2007 var han sommarpratare i Sveriges Radio P1.
Lambertz riktade i en intervju i Sveriges Radio i januari 2006 hård kritik mot påstådda brister i det svenska rättsväsendet, som han ansåg leda till att oskyldiga döms. Kritiken tillbakavisades av dåvarande Rikspolischefen Stefan Strömberg och Polisförbundets ordförande Jan Karlsen som menade att Lambertz påståenden saknade belägg.

## Veija Borg
Under sitt första år som justitiekansler (2001) började Lambertz engagera sig för den livstidsdömde mördaren Veija Borg som Lambertz ansåg vara oskyldigt dömd. Tillsammans med journalisten Trond Sefastsson hjälpte Lambertz Borg att skriva en resningsansökan till Högsta domstolen, vilken avslogs. Engagemanget väckte kritik från bland annat dåvarande riksåklagare Fredrik Wersäll som menade att det var direkt olämpligt att Lambertz i sin roll som justitiekanslern engagerade sig så starkt i ett enskilt mål, eftersom det skulle öka pressen på huvudvittnet och att den kritiken Lambertz framförde enligt Wersäll saknade tydliga belägg. Vid sin avgång som justitiekansler 2009 framhöll Lambertz sitt engagemang för Veija Borg som den insats han var mest stolt över, men i en intervju med tidskriften Filter år 2014 bekräftade Lambertz att han känt sig lurad av Borg.

## Quickaffären
Lambertz utredde som justitiekansler huruvida utredningarna om Thomas Quick behövde granskas och förundersökning om brott inledas. Han fann, i november 2006, inte skäl till granskning eller förundersökning. Lambertz fick kritik från flera håll för granskningen av Quickutredningarna, särskilt som Quick senare släpptes från de åtta mord han tidigare varit erkänt och dömts för. Lambertz har fortsatt hävda att hans bedömning 2006 var korrekt.

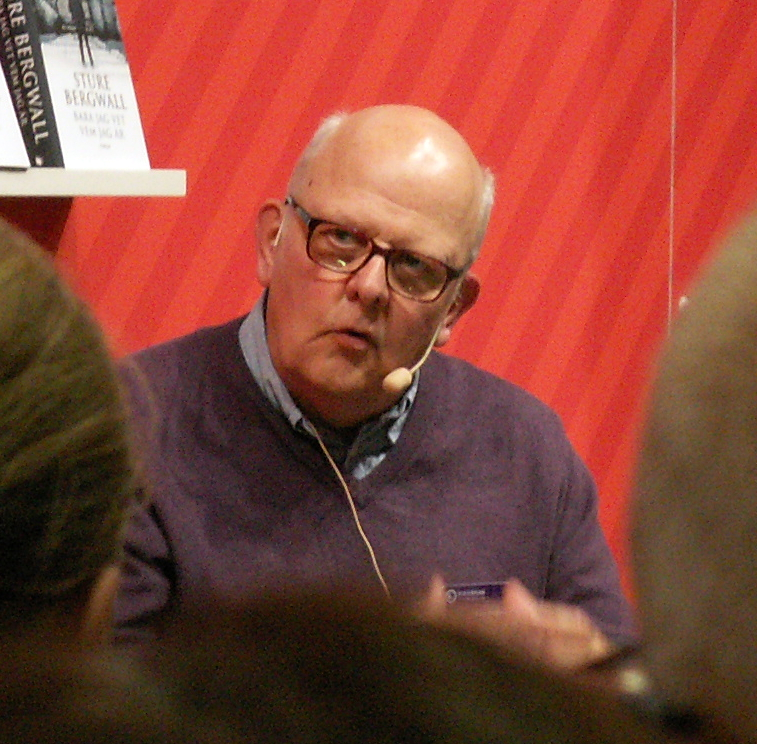
Sture Bergwall (Tomas Quick) satt oskyldigt dömd för flera mord.

Den 20 augusti 2012 debatterade Göran Lambertz i SVT:s Aktuellt med kriminologen Leif GW Persson. Lambertz försvarade då vissa av de fällande domarna mot Sture Bergwall och menade i en artikel i Dagens Nyheter samma datum, att det "finns utomordentligt övertygande bevis om Bergwalls skuld" beträffande de mord denne dömts för och där resning senare beviljades. Persson anklagade Lambertz för jäv beträffande granskning av Quickutredningarna 2006. År 2015 gav Lambertz ut boken Quickologi, i vilken han påstår att Hannes Råstam har haft fel om Thomas Quicks oskuld.

## Palmemordet
Som justitiekansler fattade Göran Lambertz flera avskrivningsbeslut rörande Palmemordet utifrån den personliga övertygelsen att Christer Pettersson var skyldig till mordet. Om detta skrev han i en kolumn i Upsala Nya Tidning våren 2012: ”Det kändes lätt att skriva av ärendena utan åtgärd. För mordet var ju löst och brevskrivarnas idéer alltför absurda.” På basis av Granskningskommissionens rapport 1999 ändrade Lambertz uppfattning i skuldfrågan i maj 2012. Hösten 2012 ansåg Lambertz att det var 50 procents sannolikhet att Pettersson var skyldig till mordet.
I mars 2020 – inför Krister Peterssons beslut i åtalsfrågan – läste Lambertz en bok om Skandiamannen (Stig Engström) och trodde därefter att ”Skandiamannen är den lösning som chefsåklagare Krister Petersson kommer att presentera. Jag tror dessutom att det är rätt.” Mindre än ett dygn efter att ha tillkännagivit detta sa sig Lambertz ha ändrat sig, med hänvisning till ett inslag i Swebbtv. Efter att ha övergett den tillfälliga tron på Skandiamannen som mördare övergick han till det som han ”ansett i många år”, nämligen: ”Mordet var med stor sannolikhet välplanerat och mördaren professionell.”